# وینستن (نیومکزیکو)
وینستن (به انگلیسی: Winston) یک منطقهٔ مسکونی در ایالات متحده آمریکا است که در شهرستان سیرا، نیومکزیکو واقع شده‌است. وینستن ۶۱ نفر جمعیت دارد و ۱٬۸۷۶٫۹۸ متر بالاتر از سطح دریا واقع شده‌است.